# Ryan Yates
Ryan James Yates (Nottingham, 21 november 1997) is een Engels voetballer die bij voorkeur als middenvelder speelt. Hij brak in 2016 door vanuit de jeugd van Nottingham Forest.

## Clubcarrière

### Jeugd en verhuurperiodes
Yates speelde tot 2016 in de jeugd van Nottingham Forest en werd in het seizoen 2016/17 tweemaal uitgeleend. Hij begon bij Barrow, dat uitkwam in de National League, de vijfde competitie van Engeland. Hij speelde daar een halfjaar en werd de tweede seizoenshelft een divisie hoger uitgeleend aan Shrewsbury Town, dat uitkwam in de League Two. Verdeeld over beide clubs kwam hij dat seizoen tot 31 wedstrijden en twee goals. 
In het seizoen 2017/18 begon hij op huurbasis bij Notts County, waar hij tot 6 januari 2018 29 wedstrijden speelde en zesmaal scoorde. Vervolgens werd hij opnieuw een divisie hoger uitgeleend aan League One-club Scunthorpe United. Daar speelde hij achttien wedstrijden en scoorde hij tweemaal.

### Nottingham Forest
Terug bij Nottingham Forest maakte hij op 14 augustus 2018 in de EFL Cup tegen Bury zijn debuut voor Nottingham. Vervolgens duurde het tot 12 januari 2019 tot hij ook zijn competitiedebuut maakte in de Championship. Vanaf dat moment was hij tot het einde van het seizoen basisspeler bij Nottingham. Op 12 februari scoorde hij tegen West Bromwich Albion zijn eerste doelpunt voor de club. In de twee seizoenen erop was hij met wisselend succes basisspeler bij Nottingham.
In het seizoen 2021/22 begon Yates de eerste speelronde als aanvoerder, door afwezigheid van vaste captain Lewis Grabban. De ploeg begon slechts, met één punt na zeven wedstrijden, maar vond daarna de weg omhoog. Met name door een uitstekende tweede seizoenshelft klom Nottingham op naar de vierde plek, wat deelname om de play-offs om promotie naar de Premier League afdwong. Daarin versloeg Yates met Nottingham Sheffield United en in de finale Huddersfield Town, waardoor Nottingham voor het eerst sinds 1998/99 weer in de Premier League te vinden was. Yates was belangrijk in de promotie met 51 wedstrijden en negen goals dat seizoen.
Op 20 augustus 2022 maakte Yates zijn Premier League-debuut tegen Everton. Met 26 competitiewedstrijden dat seizoen was Yates er mede voor verantwoordelijk dat Nottingham zestiende eindigde en zich dus handhaafde. In het seizoen 2024/25 werd Yates, na het vertrek van Joe Worrall de nieuwe aanvoerder van Nottingham. Op 25 oktober scoorde Yates tegen Leicester City zijn eerste doelpunt in de Premier League.

## Clubstatistieken
| Seizoen | Club                | Competitie      | Competitie | Competitie | Beker | Beker | Overig | Overig | Totaal | Totaal |
| Seizoen | Club                | Competitie      | Wed.       | Dlp.       | Wed.  | Dlp.  | Dlp.   | Dlp.   | Wed.   | Dlp.   |
| ------- | ------------------- | --------------- | ---------- | ---------- | ----- | ----- | ------ | ------ | ------ | ------ |
| 2016/17 | → Barrow            | National League | 16         | 1          | 3     | 1     | –      | –      | 19     | 2      |
| 2016/17 | → Shrewsbury Town   | League Two      | 12         | 0          | 0     | 0     | –      | –      | 12     | 0      |
| 2017/18 | → Notts County      | League Two      | 25         | 3          | 4     | 3     | –      | –      | 29     | 6      |
| 2017/18 | → Scunthorpe United | League One      | 16         | 2          | 0     | 0     | 2      | 0      | 18     | 2      |
| 2018/19 | Nottingham Forest   | Championship    | 16         | 1          | 1     | 0     | –      | –      | 17     | 1      |
| 2019/20 | Nottingham Forest   | Championship    | 27         | 3          | 1     | 0     | –      | –      | 28     | 3      |
| 2020/21 | Nottingham Forest   | Championship    | 34         | 2          | 2     | 0     | –      | –      | 36     | 2      |
| 2021/22 | Nottingham Forest   | Championship    | 43         | 8          | 5     | 1     | 3      | 0      | 51     | 9      |
| 2022/23 | Nottingham Forest   | Premier League  | 26         | 0          | 5     | 2     | –      | –      | 31     | 2      |
| 2023/24 | Nottingham Forest   | Premier League  | 35         | 1          | 5     | 0     | –      | –      | 40     | 1      |
| 2024/25 | Nottingham Forest   | Premier League  | 18         | 1          | 0     | 0     | –      | –      | 18     | 1      |
| Totaal  | Totaal              | Totaal          | 268        | 22         | 26    | 7     | 5      | 0      | 299    | 29     |

Bijgewerkt tot en met 5 januari 2025. 
4 Morato ·
5 Murillo ·
6 Sangaré ·
7 Williams ·
8 Anderson ·
9 Awoniyi ·
10 Gibbs-White ·
11 Wood ·
12 Omobamidele ·
14 Hudson-Odoi ·
15 Toffolo ·
16 Domínguez ·
17 Moreira ·
18 Ward-Prowse ·
19 Moreno ·
21 Silva ·
21 Elanga ·
22 Yates  ·
24 Sosa ·
25 Dennis ·
26 Sels ·
28 Danilo ·
30 Boly ·
31 Milenković ·
32 O'Brien ·
33 Miguel ·
34 Aina ·
Coach: Nuno
· Assistent-coach: Reid